# محوطه کانی چای
محوطه کانی چای مربوط به هزاره دوم و هزاره ۱ قبل از میلاد است و در شهرستان بیجار، بخش مرکزی، روستای گلبلاغ بالا واقع شده و این اثر در تاریخ ۲۴ فروردین ۱۳۸۲ با شمارهٔ ثبت ۸۰۳۶ به‌عنوان یکی از آثار ملی ایران به ثبت رسیده است.